# Breese in der Marsch
Breese in der Marsch ist ein Ortsteil der Stadt Dannenberg (Elbe) in der Samtgemeinde Elbtalaue im Landkreis Lüchow-Dannenberg in Niedersachsen. Das Dorf liegt nordöstlich vom Kernbereich von Dannenberg am Rand der Elbtalaue. Südlich verläuft die B 191. 
Breese in der Marsch liegt an der Deutschen Storchenstraße.

## Geschichte
Es handelt sich um ein zweizeiliges Reihendorf, dessen Ortsbild nach einem verheerenden Großbrand am 28. Juni 1834 eine völlige Neuordnung erfuhr, nachdem 55 Gebäude und damit fast das gesamte damalige Dorf abgebrannt waren. Die alte, etwa west-östlich verlaufende Dorfstraße wurde an beiden Seiten deutlich verlängert und diente als Hauptbesiedlungsachse für die fast alle im Oktober 1834 neu errichteten Höfe. Diese wurden auf streng rechtwinklig abgeteilten Parzellen giebelständig zur Straße ausgerichtet und mit regelmäßigen Abständen untereinander erbaut. Die wenigen vom Brand verschont gebliebenen Häuser wurden in diese Neuplanung einbezogen. Das älteste davon ist das heutige Haus Nr. 53 – ein Zweiständerbau von 1723, der alle bekannten Brände im Dorf überstanden hat. Er markiert zugleich die Westgrenze des alten Dorfes (heute Lage inmitten des Ortes). Die Hallenhäuser des Wiederaufbaus sind sowohl Zweiständer- als auch Vierständer-Fachwerkkonstruktionen. Alter Eichenbestand prägt außerdem das Ortsbild entlang der Dorfstraße, insbesondere im älteren Siedlungsteil.
Breese in der Marsch gilt als ein fast vollkommen erhaltenes Beispiel einer völligen Neuplanung eines Dorfes im frühen 19. Jahrhundert.
Am 1. Juli 1972 wurde Breese in der Marsch in die Stadt Dannenberg (Elbe) eingegliedert.

## Kultur und Sehenswürdigkeiten

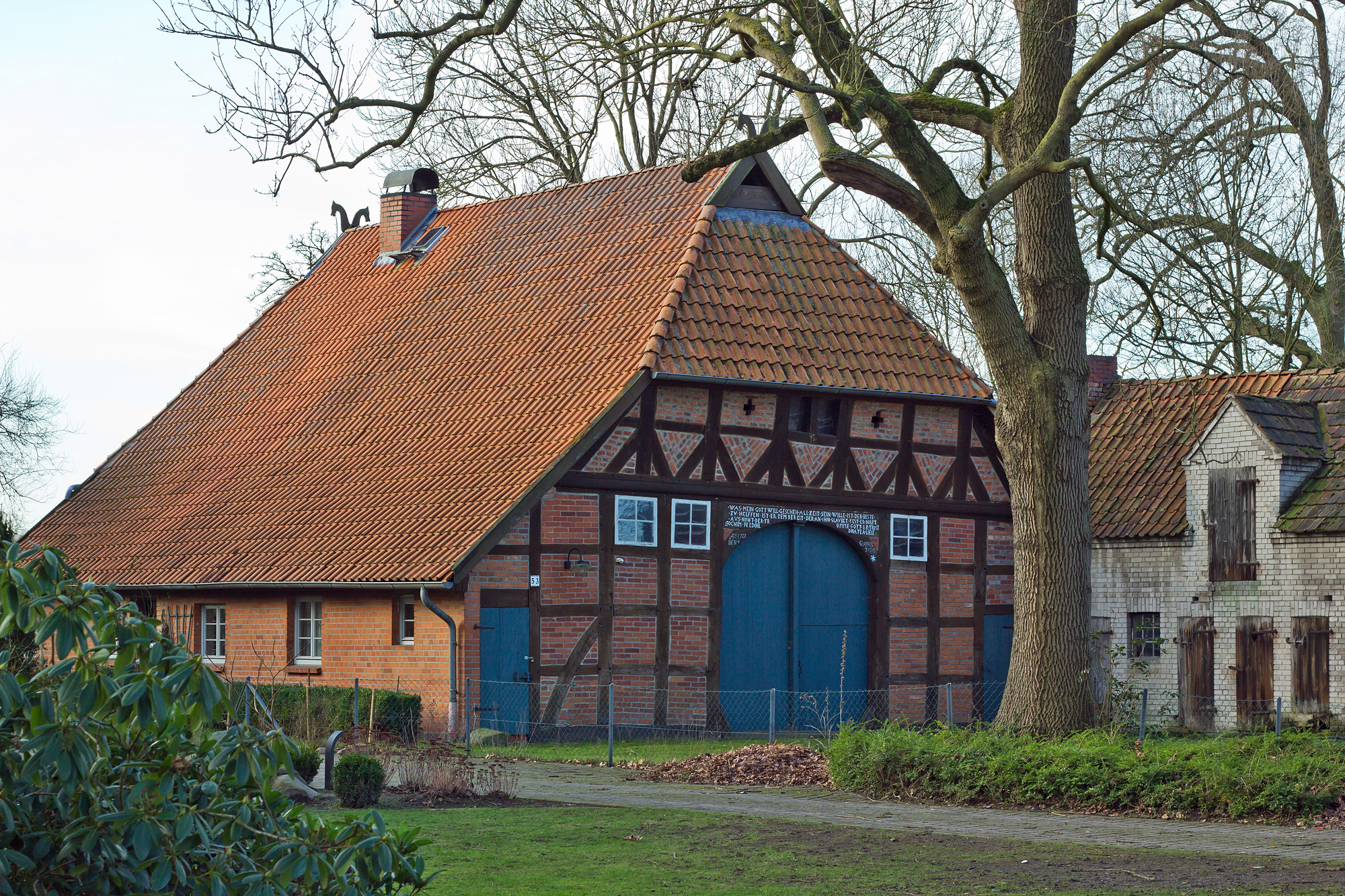
Das älteste noch erhaltene Haus in Breese, erbaut 1723. Es überstand auch den Großbrand von 1834.

## Persönlichkeiten
- Julius Tietz (* 1838 in Breese), Theologe und Schulleiter
- Nicolas Born (* 1937; † 1979 in Breese), Schriftsteller